# 德威特·克林顿
德威特·克林顿（1769年3月2日—1828年2月11日），美国政治家、博物学家，曾任联邦参议员、纽约市市长和第7任纽约州州长。他在担任纽约州州长期间，为伊利运河的建设做出了巨大贡献。克林顿也曾参加1812年美国总统选举，挑战时任总统詹姆斯·麦迪逊，但以失败告终。
德威特·克林顿是美国第4任副总统乔治·克林顿的侄子，早年曾担任其秘书。1798年，克林顿以民主共和党人身份赢得纽约州议会选举，开启其政治生涯。此后，克林顿历任联邦参议员、纽约市市长、纽约州副州长等重要职务。在1812年总统选举中，克林顿赢得了联邦党和一部分对麦迪逊不满的民主共和党人的支持。尽管麦迪逊赢得了连任，但克林顿赢得了美国东北部大部分地区的支持，选举表现也优于此前的两位联邦党支持的候选人。此次选举后，克林顿继续留在民主共和党内。
克林顿在1817年到1822年，以及1825年到1828年间担任纽约州州长，在任期间主持了伊利运河的建设。克林顿坚信基础设施的改善可以推动经济增长，鼓励政治参与，从而改变美国人的生活。他的观点对纽约州和整个美国的基础设施发展都产生了重大影响。

## 早年生活
1769年3月2日，德威特·克林顿出生于英属美洲纽约省小不列颠。他的父亲詹姆斯·克林顿是独立战争时期的将领，具少将军衔，母亲玛丽·德·威特出身于荷兰望族德·威特家族。二人共育有13名子女，德威特·克林顿排行第二。克林顿曾就读于金斯顿学院，后进入新泽西学院（今普林斯顿大学）开始大学学习，随后转入国王学院（在其就读时更名为哥伦比亚学院，今哥伦比亚大学）。毕业后，克林顿起初担任他的叔叔、时任纽约州州长乔治·克林顿的秘书，不久后加入民主共和党。

## 政治生涯

### 纽约州议会和美国参议院
1798年，克林顿在纽约州众议院选举中获胜，成为众议员。1798年至1802年以及1806年至1811年间，克林顿担任纽约州南区参议员。其间，1801年，他作为代表参加了纽约州制宪会议。此外，1801年至1802年及1806年至1807年间，他还担任纽约州任命委员会委员。1802年2月5日，联邦参议员小约翰·阿姆斯特朗辞职，使得联邦参议院的纽约州席位出现空缺。纽约州议会选举克林顿填补空缺席位。他于同年2月9日出任联邦参议员。1803年11月4日，由于对在新建的华盛顿特区的生活条件感到不满意，克林顿决定辞职。

### 纽约市市长
克林顿在1803年到1815年间三度担任纽约市长。1804年，他组织了纽约历史学会，并担任其主席。1808年，他还协助重组了美国美术学院，并在1813年至1817年间担任其院长。同年，他开始担任纽约州立大学董事，直至1825年。1814年，克林顿当选为美国文物收藏家协会会员，并于1821年至1828年担任其副主席。1816年，他被选为美国文理科学院院士。

### 纽约州副州长
1811年，时任纽约州副州长约翰·布鲁姆去世。在补选中，克林顿击败了联邦党人尼古拉斯·菲什和坦慕尼协会成员马里纳斯·威利特，担任副州长，直到1813年6月任期结束。

### 总统选举
1808年，克林顿的叔叔乔治·克林顿有意参选总统，并获得了一定支持，但未能成为候选人。1812年，乔治去世后，其支持者转而支持德威特·克林顿。克林顿作为联邦党的候选人参加了1812年总统选举，同时，一些反对战争的民主共和党人也转而支持他。在最终的选举中，克林顿获得89张选举人票，低于时任总统麦迪逊获得的128张，因而无缘总统职位。尽管如此，竞选双方总体保持了势均力敌的态势，而这也是自1800年以来联邦党候选人表现最强劲的一次选举，如果有一两个州的选举人票结果发生变化，克林顿就会获胜。

### 纽约州州长

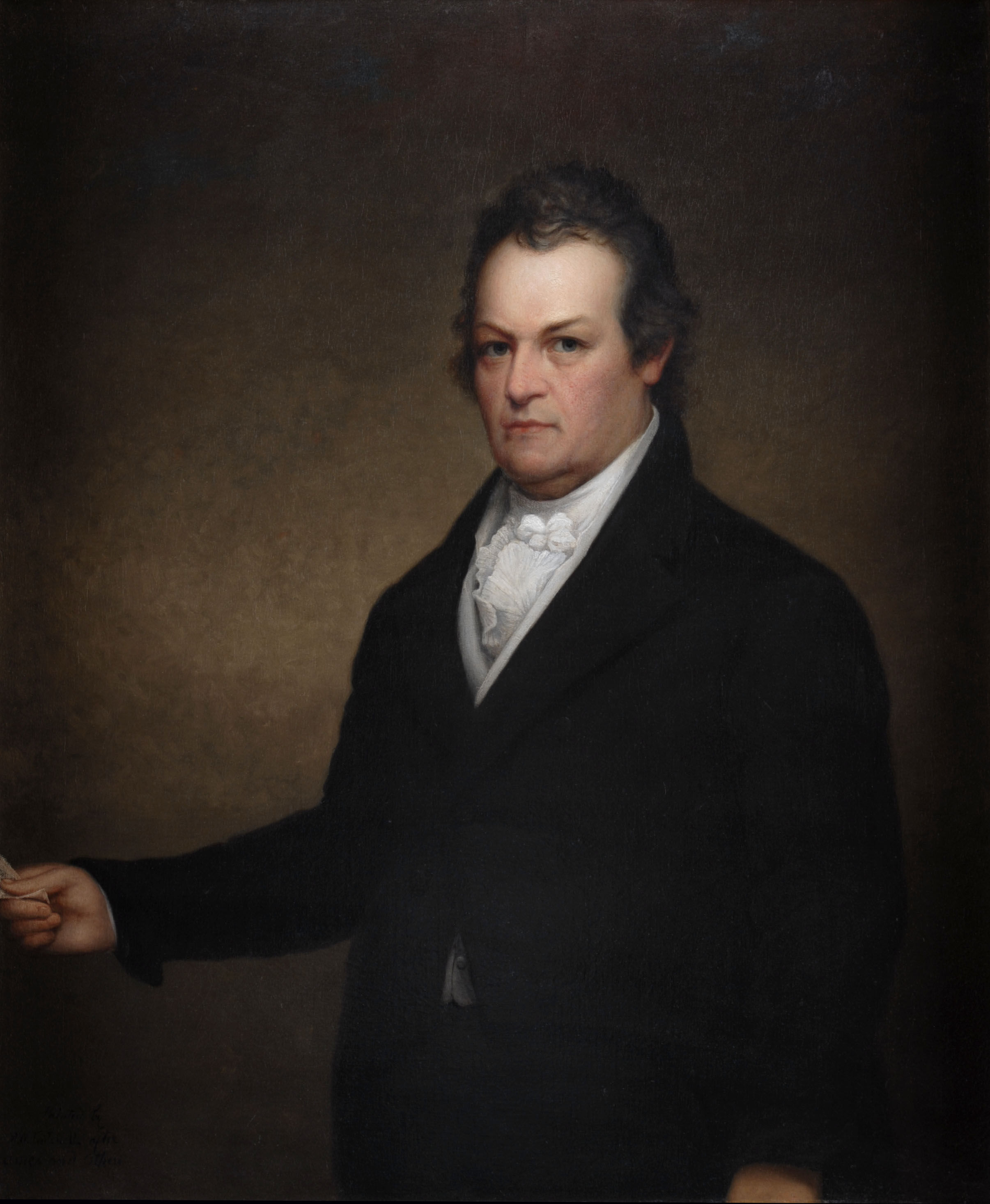
克林顿州长像

1817年3月4日，丹尼尔·D·汤普金斯当选副总统，使纽约州州长职位出现空缺。在补选中，克林顿作为唯一的候选人，以43,310票的票数顺利就任州长一职。1820年，克林顿以1,547票的微弱优势，击败汤普金斯，成功连任州长，直到1822年12月31日卸任。
在他的第二个任期内，1821年的纽约州制宪会议将州长任期缩短为2年，并将任期的开始时间从7月1日改为1月1日，从而使得他的任期减少了6个月。同时，州长选举也从4月移至11月，但1822年11月，克林顿未能再次获得提名，因此无法连任。尽管如此，他还是保住了伊利运河委员会主席的职位。1824年4月，他的大多数政治对手们在纽约州立法机构投票，要求将他从运河委员会中除名，引起选民极大不满。他被人民党提名参选州长，并在选举中击败了民主共和党候选人塞缪尔·杨，再次当选州长。此后，他又连任两届。1828年，克林顿在任上突然逝世，享年58岁。

## 伊利运河
1810年，克林顿加入伊利运河委员会。作为该组织最早的成员之一，他曾负责运河路线的设计和勘测工作。

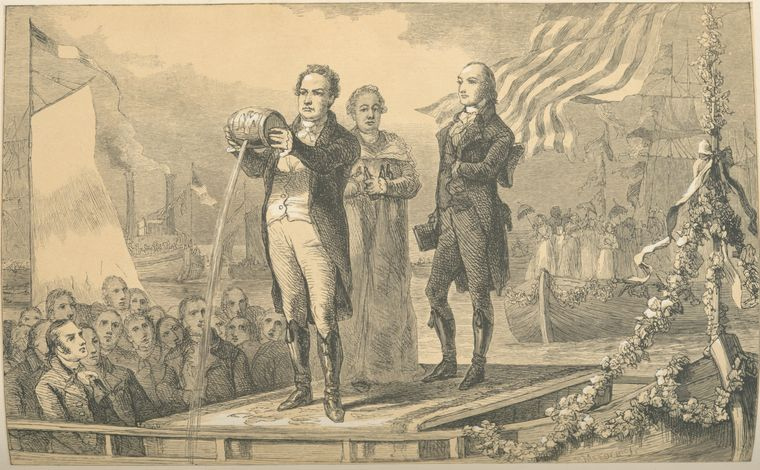
描绘克林顿将伊利湖水倒入大西洋的情景的版画，作于1826年。

在州长任期内，克林顿对伊利运河的建设做出了较大贡献。在运河计划支持者杰西·霍利的游说下，他赞成修建一条从伊利湖东岸到哈德逊河上游的运河。当时的许多人认为此项目不切实际，反对者嘲笑它是“克林顿的蠢事（Clinton's Folly）”和“德威特臭水沟（DeWitt's Ditch）”。尽管如此，1817年，克林顿成功说服立法机关拨款700万美元用于修建运河。
历经8年多的修建后，1825年，运河正式完工。克林顿负责开通运河，并乘坐“塞内卡酋长”号客货船，沿着运河前往水牛城。他从伊利湖口经运河到达纽约市后，将两桶伊利湖的水倒入纽约港，以庆祝两端的水首次连通。这条运河很快就获得了巨大的成功，运输业务日益繁荣，水牛城和奥尔巴尼之间的运输成本从每吨100美元下降到10美元，而且州政府能够通过收取通行费，以迅速弥补成本。运河的竣工使克林顿赢得了民众的广泛支持。

## 慈善事业
克林顿和金融家托马斯·埃迪曾共同担任纽约最早的储蓄银行——纽约储蓄银行的董事，当时该银行的客户绝大多数为劳动者和穷人。

## 个人生活
克林顿有过两段婚姻经历。1796年2月13日，他与出身纽约贵格会商人家庭的玛丽亚·富兰克林（Maria Franklin）结婚，两人育有十名子女，其中最著名的是后来曾担任水牛城市长的乔治·威廉·克林顿。1819年5月8日，克林顿与纽约内科医生托马斯·琼斯的女儿凯瑟琳·琼斯结婚。
1813年，克林顿继承他的哥哥亚历山大·克林顿中尉的席位，成为纽约辛辛那提学会的世袭会员。同年，他被选为美国哲学会会员。